# Nazionale maschile di rugby a 7 della Russia
La nazionale di rugby a 7 della Russia è la selezione che rappresenta la Russia a livello internazionale nel rugby a 7.
La nazionale russa ha debuttato nella Coppa del Mondo di rugby a 7 nel 2001 e ha finora ottenuto come migliore risultato la vittoria del Plate, sconfiggendo la Georgia 24-12, proprio alla sua prima partecipazione. La Russia partecipa anche al Sevens Grand Prix Series organizzato da Rugby Europe, mentre non prende parte stabilmente a tutti i tornei delle World Rugby Sevens Series.

## Palmarès
- FIRA European Sevens / Sevens Grand Prix Series: 4

2007, 2009, 2016, 2017

## Partecipazioni ai principali tornei internazionali
- 1993: n.p.
- 1997: n.p.
- 2001: vincitore Plate
- 2005: semifinale Plate
- 2009: n.p.
- 2013: vincitore Bowl
- 2018: 14º posto

- 2004: 7º posto
- 2005:  2º posto
- 2006:  2º posto
- 2007:  1º posto
- 2008: 9º posto
- 2009:  1º posto
- 2010:  3º posto
- 2011: 4º posto
- 2012: 6º posto
- 2013:  3º posto
- 2014: 4º posto
- 2015: 4º posto
- 2016:  1º posto
- 2017:  1º posto
- 2018:  3º posto
- 2019: 10º posto